# ヤコビ恒等式
数学におけるヤコビ恒等式（ヤコビこうとうしき、英語: Jacobi identity）とは、二項演算に対して考えられる性質の一つ。名前はドイツの数学者カール・グスタフ・ヤコブ・ヤコビに由来する。ヤコビは1862年の微分方程式に関する論文の中でポアソン括弧に対するヤコビ恒等式を導いた。

## 定義
集合 {\displaystyle S} に二項演算 {\displaystyle *} と可換かつ単位元 {\displaystyle 0} を持つ二項演算 {\displaystyle +} が定義され、この{\displaystyle (S,+,*)} について、
{\displaystyle a*(b*c)+b*(c*a)+c*(a*b)=0\quad \forall {a,b,c}\in S.}
が成立するとき、{\displaystyle (S,+,*)} はヤコビ恒等式を満たすという。
- {\displaystyle S} が {\displaystyle +} によって加法群の構造を持ち、ねじれ元を持たないとき、{\displaystyle S} の元は {\displaystyle *} に関して冪零である。実際上記の恒等式で a = b = c とおけばよい。

## 式の解釈
{\displaystyle S} が {\displaystyle +} によって加法群の構造を持つとしよう。このときヤコビ恒等式は
{\displaystyle x*(b*c)=-c*(x*b)-b*(c*x)}
という形で書くことができる。左辺を x に対する b * c の随伴作用と解釈すると、右辺はそれを b の作用と c の作用で逐次的に行って実現するものと解釈することができる。

## 例
三次元ベクトルにおける外積
三次元のベクトル空間における外積（クロス積）はヤコビ恒等式を満たす。
{\displaystyle {\boldsymbol {a}}\times ({\boldsymbol {b}}\times {\boldsymbol {c}})+{\boldsymbol {b}}\times ({\boldsymbol {c}}\times {\boldsymbol {a}})+{\boldsymbol {c}}\times ({\boldsymbol {a}}\times {\boldsymbol {b}})={\boldsymbol {0}}}
リー環
リー環における積演算である括弧積はヤコビ恒等式を満たす。
{\displaystyle [[X,Y],Z]+[[Z,X],Y]+[[Y,Z],X]=0}
括弧積を随伴作用と考えれば、環上の微分におけるライプニッツ則として捉えることができる。すなわち、
{\displaystyle \mathrm {ad} _{X}(Y)=[X,Y]}
と表せば、上述のヤコビ恒等式は
{\displaystyle \mathrm {ad} _{Z}([X,Y])=[\mathrm {ad} _{Z}(X),Y]+[X,\mathrm {ad} _{Z}(Y)]}
であり、ライプニッツ則として解釈できる。
ポアソン括弧
解析力学におけるポアソン括弧はヤコビ恒等式を満たす。
{\displaystyle \{\{f,g\},h\}+\{\{h,f\},g\}+\{\{g,h\},f\}=0}
交換関係
量子力学における交換子はヤコビ恒等式を満たす。
{\displaystyle [[A,B],C]+[[B,C],A]+[[C,A],B]=0}

### 論文
- Jacobi, C. G. J. (1862). “Nova methodus, aequationes differentiales partiales primi ordinis inter numerum variabilium quemcunque propositas integrandi”. Jl. für die reine u. angew. Math. 60:  1-181.
- Hawkins, Thomas (1991). “Jacobi and the Birth of Lie's Theory of Groups”. Arch. Hist. Exact Sci. 42:  187-278. doi:10.1007/BF00375135.

## 関連記事
- リー環
- 代数的構造